# Faery Wicca
La Faery Wicca ou Fairy Wicca (Wicca féerique en français) fait référence à un courant de la Wicca moderne qui accorde une importance primordiale aux fées, et aux esprits de la nature, ainsi qu'au petit peuple de manière générale, mais aussi au folklore qui leur est lié, aux relations qu'ils entretiennent avec la nature, et à la magie verte. Il a été fondé par Kisma Stepanich, et suivi par quelques autres auteurs comme Edain Mc Coy, en s'appuyant sur les traditions irlandaises.

## Définition
La Faery Wicca est dédiée à la connaissance des « interactions entre le genre humains et les êtres féeriques ». Ce terme peut également se référer à une tradition spécifique de la Wicca, récemment fondée par l'auteur Kisma Stepanich, qui la présente comme une « foi populaire ancienne » en s'appuyant sur le panthéon celtique, la division celtique de l'année, les Tuatha Dé Danann et leurs descendants. La Wicca des fées intègre également des pratiques basées sur la nature, communément appelées « magie verte ».
La Faery Wicca n'est pas liée à la tradition féerique de la sorcellerie mentionnée tardivement par le poète Victor Anderson, qui est parfois aussi orthographiée Faery ou Fairy, ni au groupe gay masculin des Radical Faeries. Bien que la Faery Wicca puisse s'inspirer de certaines coutumes pratiquées parmi les anciens celtes et les celtes modernes, elle a davantage en commun avec les formes plus modernes de la Wicca et de la Neo-Wicca, qu'avec la « Fairy Faith » telle qu'on la connait dans la culture gaélique traditionnelle.

## Pratique
Dans ses ouvrages, Kisma Stepanich enseigne des pratiques chamaniques visant à « relâcher le maître intérieur », subir un rituel de renaissance, pratiquer la méditation, pratiquer la magie verte qui permet de créer, par exemple, un « bouclier celtique », et même changer de forme jusqu'à l'accomplissement qui serait, selon ses propres mots, la rencontre avec le roi et la reine de féerie. 
Elle a créé un jeu de tarot spécifique à cette pratique et livre des « symboles magiques » et « l'alphabet utilisé pour coder les enseignements des Mystères ».

## Controverse sur l'origine
Les adeptes de la Faery Wicca de Stepanich prétendent qu'il récupèrent les traditions des Tuatha Dé Danann, les précurseurs de la mythologie celtique. Cependant, ce fait est contesté par ceux qui sont familiers de l'ancien polythéisme celte et de la mythologie celtique. La Faery Wicca de Stepanich s'inspire largement de la mythologie celtique irlandaise, de l'interprétation par l'auteur de l'histoire celtique, la légende, la pseudohistoire, son imagination, et une grande variété de sources non-celtique,. D'après ces critiques, la seule trace véritablement celtique dans la Faery Wicca se résume à l'utilisation de quelques mots. Le travail de Kisma Stepanich et Edain Mc Coy est lacunaire et « il est probable que ces deux auteurs ne sachent pas ce qu'étaient les anciens Celtes », et se contentent de suivre le courant de mode qui consiste à faire passer de nouvelles pratiques spirituelles pour celtiques.